# إيدوس إنتراكتيف
إيدوس إنترأكتيف (بالإنجليزية: Eidos Interactive)‏ شركة تابعة لـ سكوير إنكس . كانت في الأساس ناشر لألعاب الفيديو قبل أن يتم تملكها من قبل شركة سكوير إنكس عام 2009 . تأسست الشركة عام 1990 ومقرها يقع في لندن ، المملكة المتحدة . لديها عدة مكاتب في دول حول العالم متضمنة الولايات المتحدة ، كندا ، ألمانيا ، فرنسا ، أستراليا واليابان .
من أشهر ألعابها : سلسلة هيتمان وسلسلة تومب رايدر وديوس إكس: هيومن ريفوليوشن

## الألعاب
قائمة ألعاب إيدوس إنترأكتيف

## وصلات خارجية
- Eidos corporate site
- Eidos Interactive at MobyGames